# L☆IS
L☆IS（リス）は、日本の女性歌手グループ。1996年8月デビュー、10月解散という僅か約2か月間の活動だった。

## 概要
テレビ東京のオーディション番組『ASAYAN』のコーナー「コムロギャルソン」から生まれた、久保こーじプロデュースによる女性歌手グループ。
オーディションで審査を重ねるにつれ、応募してきた15000人の内テレビに出られた人が100人程だった。「その中に才能があって小室ファミリーとしても通用するキャラを持つ人がいたらもったいない」という久保とスタッフの雑談から生まれ、各年代5人ずつを3グループ・計15人で形成された。恒崎裕子（胡桃沢ひろこ）は当初は選抜外であったが、リーダーシップを取れる芸能経験者が居なかったので急遽加入になった。
1996年8月28日、小室哲哉のヒット曲をメドレーにした曲「Running On」でデビュー。この曲は『ASAYAN』エンディングテーマに起用され、オリコンチャート最高13位、COUNT DOWN TVの週間シングルランキングで14位を記録。発売翌日の8月29日にはタワーレコード渋谷店でインストアライブが行われた。
kabaは「見よう見まねはできるけど、基本ができない人達だった。教えるのは難しかったけど、やるからには如何にもアイドルチックな振り付けにはしないで、現時点のダンサーらしい振り付けをできる様にこだわった」と回想し、asamiは「ダンサー出身の子はすごく練習していたのもあって、短期間でマスターしてくれた」と話している。
1996年9月1日、解散を発表する。活動期間はデビュー前から既に決定済みであり、「メンバーそれぞれが現役の高校生やOLで、総勢15名とくれば、グループの恒常的な活動は難しい」という久保の考慮からの判断だった。同月11日に川崎アゼリアで解散イベントが行われ、会場には5,000人を動員した。

## メンバー
- ロリータ・チーム（当時全員16歳）
  - 藤田阿津子(1980年3月23日 -, 東京都出身)
  - 牧野田彩 (1980年2月17日 - 2010年10月23日, 大阪府出身)
  - 渡辺麻衣子 (1979年10月1日 -, 東京都出身)
  - 菅原晶子(1980年1月8日 -, 神奈川県横浜市出身)
  - 山田由紀子 (1980年2月2日 -, 福岡県出身)
- アダルト・チーム（当時20代）
  - 吉川やよい(1974年5月4日 -, 兵庫県出身)
  - 山崎和恵(1974年10月20日 -, 北海道出身)
  - 本城優(1975年10月25日 -, 大阪府出身)
  - 天野恵 (1974年10月16日 -, 長崎県出身)
  - 恒崎裕子（胡桃沢ひろこ） (1974年1月4日 -, 埼玉県出身)
- ダンサー・チーム
  - ストロベリージャム
    - 中西美奈(1976年11月8日 -, 東京都出身)
    - 細谷英絵(1976年8月13日 -, 東京都出身)
    - 河東田崇子(1976年7月13日 -, 宮城県出身)

  - LSD
    - 逢田美穂(1974年12月14日 -, 東京都出身)
    - 小泉静子(1974年9月1日 -, 東京都出身)

## シングル
「Running On」（ランニング・オン）は、1996年8月28日にリリースされたL☆ISの1枚目のシングル、かつ活動期間において最後のシングルである。

### 解説
表題曲の「Running On」は、小室哲哉が1995年から1996年にかけてプロデュースしたヒット曲のメドレーである。小室は本作のジャケットにエグゼクティブ・プロデューサーとして記載されている。
久保こーじは制作の際に「小室哲哉作品のメドレーは嘉門達夫しかやってないから、今が『デビュー1発目の花火』としておいしい」と直感で感じたためにこのコンセプトで固めた。使用された楽曲は「『勇気』『夢』を語る歌詞」「最近発表された曲」「元のアーティストが極力ダブらないように」を基準に選んでいき、アレンジ・構成も行き当たりばったりで「この曲の後にこの曲」と計算しないで勢いで作っていった。
カップリングは城戸亜利抄（L☆ISのメンバーではないが、コムロギャルソン出身）による「赤い花」。こちらは木根尚登と久保の連名でのプロデュースとなっている。

### 「Running On」使用曲
メドレーの使用順に表記。
- 「FREEDOM」（globe）
- 「FRIENDSHIP」（H Jungle with t）
- 「Don't wanna cry」（安室奈美恵）
- 「Overnight Sensation 〜時代はあなたに委ねてる〜」（TRF）
- 「I'm proud」（華原朋美）
- 「DEPARTURES」（globe）
- 「You're my sunshine」（安室奈美恵）
- 「Hey! Ladies & Gentlemen」（TRF）
- 「I BELIEVE」（華原朋美）
- 「Feel Like dance」（globe）

### 収録曲
Mixed by DAVE FORD
1. Running On (15 Millions collect MIX)
作詞：小室哲哉・前田たかひろ・MARC、作曲：小室哲哉、編曲：久保こーじ
テレビ東京系『ASAYAN』エンディングテーマ
2. 赤い花
作詞：藤井徹貫、作曲：木根尚登、編曲：木根尚登・久保こーじ
3. Running On (Original Karaoke)